# Mistrzostwa Świata w Piłce Ręcznej Kobiet 2011 (eliminacje)
Kwalifikacje do Mistrzostw Świata w Piłce Ręcznej Kobiet 2011 miały na celu wyłonienie żeńskich reprezentacji narodowych w piłce ręcznej, które wystąpiły w finałach tego turnieju.

## Informacje ogólne
Turniej finałowy organizowanych przez IHF mistrzostw świata odbył się w Brazylii w grudniu 2011 roku i wzięły w nim udział dwadzieścia cztery drużyny. Automatycznie do mistrzostw zakwalifikowała się reprezentacja Rosji jako mistrz świata z 2009 i Brazylia jako organizator imprezy. O pozostałe 22 miejsca odbywały się kontynentalne kwalifikacje. Wolne miejsca zostały podzielone według następującego klucza geograficznego: Europie przydzielono 11 miejsc, Azji przyznano cztery miejsca, Ameryce (Południowej wspólnie z Północną) i Afryce przypadły trzy, a jedno Oceanii.

## Zakwalifikowane zespoły
| Kraj                     | Strefa kwalifikacyjna                 | Mistrzostwa 2009 | Najlepszy wynik                      |
| ------------------------ | ------------------------------------- | ---------------- | ------------------------------------ |
| Brazylia                 | Gospodarz                             | 15 miejsce       | 7. miejsce (2005)                    |
| Rosja                    | Mistrz świata 2009                    | Mistrzostwo      | Mistrzostwo (2001, 2005, 2007, 2009) |
| Norwegia                 | Mistrzostwa Europy 2010 – 1. miejsce  | 3. miejsce       | Mistrzostwo (1999)                   |
| Szwecja                  | Mistrzostwa Europy 2010 – 2 miejsce   | 13. miejsce      | 6. miejsce (1993)                    |
| Rumunia                  | Mistrzostwa Europy 2010 – 3 miejsce   | 8. miejsce       | Mistrzostwo (1962)                   |
| Czarnogóra               | Europa - Play-off                     | Nie startowały   |                                      |
| Holandia                 | Europa - Play-off                     | Nie startowały   |                                      |
| Hiszpania                | Europa - Play-off                     | 4. miejsce       |                                      |
| Francja                  | Europa - Play-off                     | 2.miejsce        |                                      |
| Chorwacja                | Europa - Play-off                     | Nie startowały   |                                      |
| Islandia                 | Europa - Play-off                     | Nie startowały   |                                      |
| Niemcy                   | Europa - Play-off                     | 7.miejsce        |                                      |
| Dania                    | Europa - Play-off                     | 5.miejsce        |                                      |
| Kazachstan               | Mistrzostwa Azji 2010 – 1. miejsce    | 22. miejsce      | 22. miejsce                          |
| Korea Południowa         | Mistrzostwa Azji 2010 – 2. miejsce    | 6. miejsce       | Mistrzostwo (1995)                   |
| Chiny                    | Mistrzostwa Azji 2010 – 3. miejsce    | 12. miejsce      | 8. miejsce (1990)                    |
| Japonia                  | Mistrzostwa Azji 2010 – 4. miejsce    | 16. miejsce      | 7. miejsce (1965)                    |
| Angola                   | Mistrzostwa Afryki 2010 – 1. miejsce  | 11. miejsce      | 7. miejsce (2007)                    |
| Tunezja                  | Mistrzostwa Afryki 2010 – 2. miejsce  | 14. miejsce      | 12. miejsce (1975)                   |
| Wybrzeże Kości Słoniowej | Mistrzostwa Afryki 2010 – 3. miejsce  | 18. miejsce      | 18. miejsce (2009)                   |
| Argentyna                | Mistrzostwa Ameryki 2011 – 2. miejsce | 19. miejsce      | 19. miejsce (2009)                   |
| Kuba                     | Mistrzostwa Ameryki 2011 – 3. miejsce | Nie startowały   | 21. miejsce (1999)                   |
| Urugwaj                  | Mistrzostwa Ameryki 2011 – 4. miejsce | Nie startowały   | 23. miejsce (2001, 2005)             |
| Australia                | Mistrz Oceanii                        |                  |                                      |

## Eliminacje
| Kontynent | Związek | Miejsca   | Turniej                         | World Map IHF |
| Europa    | EHF     | 3 miejsca | Mistrzostwa Europy 2010         | World Map IHF |
| Europa    | EHF     | 8 miejsc  | Europejski turniej eliminacyjny | World Map IHF |
| Afryka    | CAHB    | 3 miejsca | Mistrzostwa Afryki 2010         | World Map IHF |
| Ameryka   | PATHF   | 3 miejsca | Mistrzostwa Ameryki 2011        | World Map IHF |
| Azja      | AHF     | 4 miejsca | Mistrzostwa Azji 2010           | World Map IHF |
| Oceania   | OHF     | 1 miejsce | Puchar Narodów Oceanii 2011     | World Map IHF |

## Europa
Chęć udziału w mistrzostwach świata wyraziły 33 europejskie federacje piłki ręcznej. Szesnaście z tych drużyn uczestniczyło w turnieju głównym ME, którego medaliści uzyskiwali bezpośredni awans, pozostałe 17 natomiast, podzielone na cztery grupy (jedna pięciozespołowa i trzy z czterema drużynami), rozgrywały turnieje o cztery miejsca uprawniające do udziału w fazie play-off. Zwycięzcy grup, a także dwanaście drużyn, które nie uzyskały awansu z mistrzostw kontynentu, podzielone na osiem par rozegrały pomiędzy sobą dwumecze o awans do turnieju głównego mistrzostw świata.

### Europejski turniej eliminacyjny – faza grupowa
Losowanie grup odbyło się 27 lipca 2010 roku w Wiedniu. Drużyny zostały rozstawione według wyników osiągniętych w kwalifikacjach do ME 2010. W wyniku losowania utworzono cztery grupy, w których drużyny miały rywalizować systemem kołowym w dniach 30 listopada–5 grudnia 2010 roku. Cypr, Grecja, Portugalia i Włochy otrzymały prawo do organizacji tych turniejów, jednak po odmowie Cypru mecze grupy 1 zorganizowała Polska. Zwycięsko z rywalizacji wyszły reprezentacje Polski, Macedonii, Turcji i Czech.

#### Grupa 1
| Zespół          | Mecze | Bramki  | Punkty |
| --------------- | ----- | ------- | ------ |
| Polska          | 4     | 147-80  | 8      |
| Austria         | 4     | 134-96  | 5      |
| Wielka Brytania | 4     | 103-108 | 4      |
| Słowacja        | 4     | 138-111 | 3      |
| Cypr            | 4     | 59-186  | 0      |

| Data   | Godzina |                 |                 | Wynik | Do przerwy | Raport |
| ------ | ------- | --------------- | --------------- | ----- | ---------- | ------ |
| 01.12. | 17:00   | Austria         | Wielka Brytania | 30–20 | 14-9       |        |
| 01.12. | 19:15   | Polska          | Cypr            | 51–9  | 30-1       |        |
| 02.12. | 17:00   | Wielka Brytania | Słowacja        | 27–26 | 15-15      |        |
| 02.12. | 19:15   | Cypr            | Austria         | 10–45 | 4-23       |        |
| 03.12. | 16:00   | Słowacja        | Polska          | 28–31 | 12-12      |        |
| 03.12. | 18:15   | Wielka Brytania | Cypr            | 39–20 | 23-10      |        |
| 04.12. | 15:45   | Słowacja        | Cypr            | 51–20 | 23-12      |        |
| 04.12. | 18:00   | Polska          | Austria         | 33–26 | 18-14      |        |
| 05.12. | 15:15   | Austria         | Słowacja        | 33–33 | 17-18      |        |
| 05.12. | 17:30   | Polska          | Wielka Brytania | 32–17 | 16-9       |        |

#### Grupa 2
| Zespół             | Mecze | Bramki | Punkty |
| ------------------ | ----- | ------ | ------ |
| Macedonia Północna | 3     | 90-67  | 6      |
| Azerbejdżan        | 3     | 76-74  | 3      |
| Szwajcaria         | 3     | 86-86  | 3      |
| Grecja             | 3     | 60-85  | 0      |

| Data   | Godzina |                    |                    | Wynik | Do przerwy | Raport |
| ------ | ------- | ------------------ | ------------------ | ----- | ---------- | ------ |
| 03.12. | 18:30   | Szwajcaria         | Azerbejdżan        | 29–29 | 13-11      |        |
| 03.12. | 20:30   | Macedonia Północna | Grecja             | 27–21 | 13-12      |        |
| 04.12. | 19:00   | Azerbejdżan        | Macedonia Północna | 20–26 | 10-13      |        |
| 04.12. | 21:00   | Grecja             | Szwajcaria         | 20–31 | 9-16       |        |
| 05.12. | 16:00   | Macedonia Północna | Szwajcaria         | 37–26 | 20-13      |        |
| 05.12. | 18:00   | Grecja             | Azerbejdżan        | 19–27 | 6-13       |        |

#### Grupa 3
| Zespół     | Mecze | Bramki | Punkty |
| ---------- | ----- | ------ | ------ |
| Turcja     | 3     | 100-75 | 6      |
| Białoruś   | 3     | 82-76  | 4      |
| Finlandia  | 3     | 72-84  | 1      |
| Portugalia | 3     | 65-84  | 1      |

| Data   | Godzina |            |            | Wynik | Do przerwy | Raport |
| ------ | ------- | ---------- | ---------- | ----- | ---------- | ------ |
| 03.12. | 17:00   | Turcja     | Finlandia  | 36–26 | 16-12      |        |
| 03.12. | 19:00   | Białoruś   | Portugalia | 28–22 | 14-13      |        |
| 04.12. | 15:00   | Portugalia | Turcja     | 18–31 | 9-13       |        |
| 04.12. | 17:00   | Finlandia  | Białoruś   | 21–23 | 11-11      |        |
| 05.12. | 17:00   | Portugalia | Finlandia  | 25–25 | 17-11      |        |
| 05.12. | 19:00   | Białoruś   | Turcja     | 31–33 | 16-17      |        |

#### Grupa 4
| Zespół   | Mecze | Bramki | Punkty |
| -------- | ----- | ------ | ------ |
| Czechy   | 3     | 119-63 | 6      |
| Włochy   | 3     | 76-81  | 4      |
| Litwa    | 3     | 73-84  | 2      |
| Bułgaria | 3     | 63-103 | 0      |

| Data   | Godzina |          |          | Wynik | Do przerwy | Raport |
| ------ | ------- | -------- | -------- | ----- | ---------- | ------ |
| 03.12. | 17:00   | Czechy   | Włochy   | 38–22 | 19-8       |        |
| 03.12. | 19:00   | Litwa    | Bułgaria | 29–23 | 17-13      |        |
| 04.12. | 17:00   | Włochy   | Litwa    | 24–23 | 13-13      |        |
| 04.12. | 19:00   | Bułgaria | Czechy   | 20–44 | 12-22      |        |
| 05.12. | 14:00   | Czechy   | Litwa    | 37–21 | 17-11      |        |
| 05.12. | 16:00   | Włochy   | Bułgaria | 30–20 | 13-10      |        |

### Mistrzostwa Europy w Piłce Ręcznej Kobiet 2010
Kwalifikację na mistrzostwa świata uzyskały trzy najlepsze, prócz Rosji, która miała już zapewniony awans, drużyny Mistrzostw Europy 2010, które odbyły się w dniach 7-19 grudnia 2010 roku w Danii i Norwegii. Okazały się nimi medalistki tego turnieju Norweżki, Szwedki i Rumunki.

### Europejski turniej eliminacyjny – faza play-off
W tej fazie rozgrywek wzięło udział szesnaście reprezentacji narodowych – dwanaście drużyn uczestniczących w mistrzostwach kontynentu, które dotychczas nie uzyskały awansu, oraz czterech zwycięzców grup w fazie grupowej eliminacji. Losowanie ośmiu par odbyło się w hali Jyske Bank Boxen w duńskim Herning 19 grudnia 2010 roku. Spotkania zostały zaplanowane na 3–5 i 10–12 czerwca 2011 roku, a awans do mistrzostw świata zapewnili sobie zwycięzcy dwumeczów: Czarnogóra, Holandia, Hiszpania, Francja, Chorwacja, Islandia, Niemcy i Dania.
| 3 czerwca 201118:00 | Czechy | 26:42(7:21) | Czarnogóra | Sportovní hala UP, Ołomuniec Widzów: 800 |
| 3 czerwca 201118:00 |        | 26:42(7:21) |            | Sportovní hala UP, Ołomuniec Widzów: 800 |

| 4 czerwca 201119:30 | Holandia | 40:28(22:16) | Turcja | Topsportcentrum Rotterdam, Rotterdam Widzów: 1900 |
| 4 czerwca 201119:30 |          | 40:28(22:16) |        | Topsportcentrum Rotterdam, Rotterdam Widzów: 1900 |

| 4 czerwca 201116:00 | Hiszpania | 37:22(16:10) | Macedonia Północna | Pabellon Esperanza Lag, Elx Widzów: 1000 |
| 4 czerwca 201116:00 |           | 37:22(16:10) |                    | Pabellon Esperanza Lag, Elx Widzów: 1000 |

| 5 czerwca 201118:00 | Francja | 28:19(11:9) | Słowenia | Palais des sports de Pau, Pau Widzów: 4000 |
| 5 czerwca 201118:00 |         | 28:19(11:9) |          | Palais des sports de Pau, Pau Widzów: 4000 |

| 5 czerwca 201119:30 | Chorwacja | 36:25(16:14) | Serbia | Varaždin Arena, Varaždin Widzów: 3500 |
| 5 czerwca 201119:30 |           | 36:25(16:14) |        | Varaždin Arena, Varaždin Widzów: 3500 |

| 5 czerwca 201116:30 | Islandia | 37:18(18:8) | Ukraina | Vodafonehöllin, Reykjavík Widzów: 800 |
| 5 czerwca 201116:30 |          | 37:18(18:8) |         | Vodafonehöllin, Reykjavík Widzów: 800 |

| 5 czerwca 201118:30 | Niemcy | 26:24(11:12) | Węgry | Sparkassen-Arena, Balingen Widzów: 1500 |
| 5 czerwca 201118:30 |        | 26:24(11:12) |       | Sparkassen-Arena, Balingen Widzów: 1500 |

| 4 czerwca 201114:45 | Polska | 16:23(8:8) | Dania | Hala Widowiskowo-Sportowa, Elbląg Widzów: 2200 |
| 4 czerwca 201114:45 |        | 16:23(8:8) |       | Hala Widowiskowo-Sportowa, Elbląg Widzów: 2200 |

| 10 czerwca 201120:15 | Czarnogóra | 33:26(16:11) | Czechy | Sportski Centar Ad, Pljevlja Widzów: 1500 |
| 10 czerwca 201120:15 |            | 33:26(16:11) |        | Sportski Centar Ad, Pljevlja Widzów: 1500 |

| 11 czerwca 201118:00 | Turcja | 34:38(16:23) | Holandia | Haldun Alagaş Sports Hall, Stambuł Widzów: 1500 |
| 11 czerwca 201118:00 |        | 34:38(16:23) |          | Haldun Alagaş Sports Hall, Stambuł Widzów: 1500 |

| 11 czerwca 201120:15 | Macedonia Północna | 24:21(11:11) | Hiszpania | SRC Kale, Skopje Widzów: 1000 |
| 11 czerwca 201120:15 |                    | 24:21(11:11) |           | SRC Kale, Skopje Widzów: 1000 |

| 12 czerwca 201114:00 | Słowenia | 20:28(10:16) | Francja | Arena Stožice, Lublana Widzów: 3000 |
| 12 czerwca 201114:00 |          | 20:28(10:16) |         | Arena Stožice, Lublana Widzów: 3000 |

| 11 czerwca 201119:30 | Serbia | 31:30(15:15) | Chorwacja | Sportski centar Mladost, Kragujevac Widzów: 1000 |
| 11 czerwca 201119:30 |        | 31:30(15:15) |           | Sportski centar Mladost, Kragujevac Widzów: 1000 |

| 12 czerwca 201117:30 | Ukraina | 24:24(12:13) | Islandia | Yunost Karpaty, Użhorod Widzów: 800 |
| 12 czerwca 201117:30 |         | 24:24(12:13) |          | Yunost Karpaty, Użhorod Widzów: 800 |

| 11 czerwca 201117:30 | Węgry | 22:27(12:14) | Niemcy | Magvassy Mihály Sportcsarnok, Győr Widzów: 2200 |
| 11 czerwca 201117:30 |       | 22:27(12:14) |        | Magvassy Mihály Sportcsarnok, Győr Widzów: 2200 |

| 12 czerwca 201120:15 | Dania | 24:19(9:11) | Polska | Skyline Arena, Randers Widzów: 2350 |
| 12 czerwca 201120:15 |       | 24:19(9:11) |        | Skyline Arena, Randers Widzów: 2350 |

## Afryka
Turniejem kwalifikacyjnym w Afryce były mistrzostwa tego kontynentu, które odbyły się w dniach 10-21 lutego 2010 roku. Awans na mistrzostwa świata uzyskali jego medaliści: Angola, Tunezja i Wybrzeże Kości Słoniowej.

## Ameryka
Pierwszą rundą amerykańskich eliminacji były turniej kwalifikacyjny, który odbył się w dniach 3–5 listopada 2010 roku w Hawanie. Dwie pierwsze drużyny z tego turnieju awansowały do rozegranego w dniach 28 czerwca–2 lipca 2011 roku turnieju głównego mistrzostw Ameryki 2011, z którego trzy najlepsze, prócz Brazylii, zespoły otrzymywały prawo gry w mistrzostwach świata. W związku ze zwycięstwem Brazylijek uzyskały je drużyny z miejsc 2–4: Argentyna, Kuba i Urugwaj.

## Azja
Turniejem kwalifikacyjnym w Azji były mistrzostwa tego kontynentu, które odbyły się w dniach 19–25 grudnia 2010 roku w Ałmaty. Awans na mistrzostwa świata uzyskali jego półfinaliści: Kazachstan, Korea Południowa, Chiny i Japonia.

## Oceania
Prawo udziału w mistrzostwach świata uzyskiwał zwycięzca Pucharu Narodów Oceanii, który odbył się w dniach 28–29 maja 2011 roku w Nowej Zelandii. Gospodynie turnieju przegrały oba spotkania z Australijkami, które tym samym awansowały na mistrzostwa świata.